# Pod Lupą
Pod Lupą – część wsi Dobra w Polsce położona w województwie podkarpackim, w powiecie przeworskim, w gminie Sieniawa, w sołectwie Dobra
W latach 1975–1998 miejscowość położona była w województwie przemyskim.
Pod Lupą znajdują się w lesie i obejmują 4 domy. 
W odległości ok. 2 km na wschód, w kompleksie leśnym znajduje się założony w 1953 roku Rezerwat przyrody Lupa, mający 4,12 ha powierzchni.